# Descongelación (alimentos)
La descongelación es normalmente un proceso más lento que la congelación, puesto que la conductividad térmica de los tejidos congelados es mucho menor que la de los no congelados.
Además, la formación de una capa acuosa líquida en la superficie del producto que se está descongelando forma una barrera que mantiene el producto un largo período a 0 °C, con todos los problemas que ello conlleva: aumento de la concentración, recristalizaciones y aumento de microorganismos.
Para evitar estos problemas en el descongelado, las empresas dedicadas a la fabricación de platos precocinados congelados, prefieren los productos de un tamaño tal que permita su cocinado de forma directa, sin necesidad de descongelación previa. Por eso no todos los alimentos necesitan descongelarse igual; unos lo deben hacer de manera lenta en el interior de un frigorífico y otros no la necesitan.

## Métodos de descongelación
De forma general podemos distinguir tres métodos de descongelación en función de uso al cual esté destinado el producto.
Un método de descongelación adecuado permite obtener alimentos de buena calidad, en caso contrario la pérdida de materia (sales, humedad, y otros componentes) hacen que los productos no logren recuperar las características iniciales (Normalmente no se llega al 100%). Por supuesto que eso depende de igual manera del método de congelación utilizado previamente (rápida/lenta, adición de sustancias protectoras), lo que determinara el tipo de formación de cristales de hielo y el daño mecánico sobre las estructuras celulares de los alimentos.

### Descongelación-cocción
Cuando se descongela el producto para consumirlo inmediatamente, como es el caso de los domicilios particulares o establecimientos de restauración. Se cuece directamente el producto congelado. En este método se unen la rapidez y la seguridad sanitaria. Se considera que con este método se endurece algo la carne.

### Descongelación parcial
Cuando se fabrican porciones individuales congeladas a partir de productos congelados. En este caso se eleva la temperatura del producto hasta -5 °C, donde el 60-70% del agua está todavía en forma de hielo pero la consistencia del producto permite la manipulación y preparación de las raciones. El producto se recongela a continuación inmediatamente.

### Descongelación-transformación
La descongelación completa es necesaria para efectuar sin dificultad operaciones como el deshuesado de carcasas de aves, piezas de carne, etc.

### Efectos sobre los productos cárnicos y vegetales
Sobre estos productos es más aconsejable una descongelación lenta para preservar la textura, de esta manera se permite una redifusión del agua y su regreso a la posición inicial.
Sobre vegetales y en especial sobre frutas delicadas es más aconsejable forzar la descongelación.

## Descongelación industrial
En la industria la descongelación tiene como finalidad:
- Proceder a la venta del producto descongelado, como las canales..

- Procesar el producto y luego recongelarlo, como las aves.

- Utilizar el producto como materia prima, como la carne y los vegetales.

Una descongelación larga, de varios días, tiene el inconveniente de que hay que disponer de grandes instalaciones y dificulta la programación de la producción en función de las necesidades.
El calor necesario para descongelar el producto puede ser aportado desde la superficie, por procedimientos clásicos o directamente desde el interior mediante microondas
- Datos: Q5803906